# Ágúst Ævar Gunnarsson
Pour les articles homonymes, voir Gunnarsson.
Ágúst Ævar Gunnarsson est un batteur islandais de rock né le 22 septembre 1976. En 1994, il participe à la création du groupe Islandais Sigur Rós, qu'il quitte en 1999, après l'album Ágætis byrjun. Il s'oriente alors vers des études de design, et est remplacé par Orri Páll Dýrason. Il est parfois crédité comme « Gustur ».